# Acanthophyllum acerosum
Acanthophyllum acerosum là loài thực vật có hoa thuộc họ Cẩm chướng. Loài này được Sosn. mô tả khoa học đầu tiên năm 1915.